# جولیان (کارولینای شمالی)
جولیان (به انگلیسی: Julian) یک منطقهٔ مسکونی در ایالات متحده آمریکا است که در شهرستان گیلفرد، کارولینای شمالی واقع شده‌است.